# 2018 no futebol
Esta é a lista com os campeões de futebol dos principais campeonatos do mundo em 2018.

## América do Sul (CONMEBOL)

### Nacionais
| Pais      | Campeão               | Título | Última vitória    |
| --------- | --------------------- | ------ | ----------------- |
| Argentina | Boca Juniors          | 33     | 2017              |
| Bolívia   | A – Jorge Wilstermann | 14     | 2016 Clausura     |
| Bolívia   | C – San José          | 4      | 2007 Clausura     |
| Brasil    | Palmeiras             | 10     | 2016              |
| Chile     | Universidad Católica  | 13     | 2016 Apertura     |
| Colombia  | A – Deportes Tolima   | 2      | 2003 Finalización |
| Colombia  | C – Junior            | 8      | 2011 Finalización |
| Equador   | LDU Quito             | 11     | 2010              |
| Paraguay  | A – Olimpia           | 41     | 2015 Clasura      |
| Paraguay  | C – Olimpia           | 42     | 2018 Apertura     |
| Peru      | Sporting Cristal      | 19     | 2016              |
| Uruguai   | Peñarol               | 50     | 2017              |
| Venezuela | Zamora                | 4      | 2016              |

### Continentais
| Campeonato                   | Campeão              |
| ---------------------------- | -------------------- |
| Copa Libertadores da América | River Plate          |
| Copa Sul-Americana           | Athletico Paranaense |
| Recopa Sul-Americana         | Grêmio               |

## Europa (UEFA)

### Nacionais
| Pais                 | Campeão              | Título | Última Vitória |
| -------------------- | -------------------- | ------ | -------------- |
| Albânia              | Skënderbeu Korçë     | 8      | 2015–16        |
| Alemanha             | Bayern de Munique    | 28     | 2016–17        |
| Andorra              | FC Santa Coloma      | 12     | 2016–17        |
| Armênia              | Alashkert            | 3      | 2016–17        |
| Áustria              | Red Bull Salzburg    | 12     | 2016–17        |
| Azerbaijão           | FK Qarabag           | 6      | 2016–17        |
| Bélgica              | Brugge               | 15     | 2015–16        |
| Bielorrússia         | BATE Borisov         | 15     | 2017           |
| Bósnia e Herzegovina | HŠK Zrinjski Mostar  | 6      | 2016–17        |
| Bulgária             | Ludogorets Razgrad   | 7      | 2016–17        |
| Cazaquistão          | FC Astana            | 5      | 2017           |
| Chipre               | APOEL                | 27     | 2016–17        |
| Croácia              | Dinamo Zagreb        | 19     | 2015–16        |
| Dinamarca            | Midtjylland          | 2      | 2014–15        |
| Escócia              | Celtic               | 49     | 2016–17        |
| Eslováquia           | Spartak Trnava       | 6      | 1972–73        |
| Eslovênia            | Olimpija Ljubljana   | 2      | 2015–16        |
| Espanha              | Barcelona            | 25     | 2015–16        |
| Estônia              | Nõmme Kalju          | 2      | 2012           |
| Finlândia            | HJK Helsinki         | 29     | 2017           |
| França               | Paris Saint-Germain  | 7      | 2015–16        |
| Geórgia              | FC Saburtalo Tbilisi | 1      | —              |
| Gibraltar            | Lincoln Red Imps     | 23     | 2015–16        |
| Grécia               | AEK Atenas           | 12     | 1993–94        |
| Holanda              | PSV Eindhoven        | 24     | 2015–16        |
| Hungria              | Videoton             | 3      | 2014–15        |
| Ilhas Faroe          | Havnar Bóltfelag     | 23     | 2013           |
| Inglaterra           | Manchester City      | 5      | 2013–14        |
| Irlanda              | Dundalk              | 13     | 2016           |
| Irlanda do Norte     | Crusaders            | 7      | 2015–16        |
| Islândia             | Valur                | 22     | 2017           |
| Israel               | Hapoel Be'er Sheva   | 5      | 2016–17        |
| Itália               | Juventus             | 34     | 2016–17        |
| Kosovo               | Drita                | 2      | 2002–03        |
| Letônia              | Riga FC              | 1      | —              |
| Lituânia             | Suduva               | 2      | 2017           |
| Luxemburgo           | F91 Dudelange        | 14     | 2016–17        |
| Macedônia            | Shkëndija            | 2      | 2010–11        |
| Malta                | Valletta             | 24     | 2015–16        |
| Modávia              | Sheriff Tiraspol     | 16     | 2016–17        |
| Montenegro           | Sutjeska Nikšić      | 3      | 2013–14        |
| Noruega              | Rosenborg            | 26     | 2017           |
| País de Gales        | The New Saints FC    | 12     | 2016–17        |
| Polônia              | Legia Varsóvia       | 13     | 2016–17        |
| Portugal             | FC Porto             | 28     | 2012–13        |
| República Checa      | Viktoria Plzeň       | 5      | 2015–16        |
| Romênia              | CFR Cluj             | 4      | 2011–12        |
| Rússia               | Lokomotiv Moscow     | 3      | 2004           |
| San Marino           | La Fiorita           | 5      | 2016–17        |
| Sérvia               | Estrela Vermelha     | 28     | 2015–16        |
| Suécia               | AIK                  | 6      | 2009           |
| Suíça                | Young Boys           | 12     | 1985–86        |
| Turquia              | Galatasaray          | 21     | 2014–15        |
| Ucrânia              | Shaktar Donetsk      | 11     | 2016–17        |

### Continentais
| Campeonato                | Campeão            |
| ------------------------- | ------------------ |
| Liga dos Campeões da UEFA | Real Madrid        |
| Liga Europa da UEFA       | Atlético de Madrid |
| Supercopa da UEFA         | Atlético de Madrid |

## América do Norte (CONCACAF)

### Nacionais
| Pais                     | Campeão                      | Título        | Último Título |               |
| ------------------------ | ---------------------------- | ------------- | ------------- | ------------- |
| Anguilha                 | Kicks United                 | 5             | 2014-15       |               |
| Antígua e Barbuda        | Hoppers                      | 2             | 2015–16       |               |
| Aruba                    | SV Dakota                    | 16            | 1995          |               |
| Barbados                 | Weymouth Wales FC            | 17            | 2017          |               |
| Belize                   | Belmopan Bandits             | 8             | 2017 Opening  |               |
| Belize                   | Belmopan Bandits             | 9             | 2018 Closing  |               |
| Bermudas                 | PHC Zebras                   | 10            | 2007-08       |               |
| Bonaire                  | Real Rincon                  | 10            | 2016–17       |               |
| Costa Rica               | Saprissa                     | 34            | Invierno 2016 |               |
| Costa Rica               | Herediano                    | 27            | Verano 2017   |               |
| Cuba                     | Santiago de Cuba             | 2             | 2016–17       |               |
| Curaçao                  | Jong Holland                 | 14            | 1998–99       |               |
| Dominica                 | Campeonato não concluído     |               |               |               |
| El Salvador              | Alianza FC                   | 13            | 2017 Apertura |               |
| El Salvador              | Santa Tecla FC               | 4             | 2017 Clausura |               |
| Estados Unidos e Canadá  | Atlanta United               | 1             | —             |               |
| Guadalupe                | CS Moulien                   | 12            | 2014-15       |               |
| Guatemala                | Deportivo Guastatoya         | 1             | –             |               |
| Guatemala                | Deportivo Guastatoya         | 2             | Clausura 2018 |               |
| Guatemala                | Honduras                     | Marathón      | 9             | 2010 Apertura |
| Motagua                  | 16                           | 2017 Clausura |               |               |
| Ilhas Cayman             | Scholars International       | 11            | 2015–16       |               |
| Ilhas Virgens            | One Love United FC           | 1             | –             |               |
| Ilhas Virgens Britânicas | Campeonato não realizado     |               |               |               |
| Jamaica                  | Portmore United              | 6             | 2012          |               |
| México                   | Santos Laguna                | 6             | 2015 Clausura |               |
| México                   | América                      | 13            | 2014 Apertura |               |
| Nicarágua                | Diriangén                    | 9             | 2010 Apertura |               |
| Nicarágua                | Managua F.C.                 | 1             | –             |               |
| Panamá                   | Independiente de La Chorrera | 1             | –             |               |
| Panamá                   | Tauro                        | 14            | 2017 Clausura |               |
| Suriname                 | Robinhood                    | 24            | 2011-12       |               |
| Trinidad e Tobago        | W Connection                 | 6             | 2013-14       |               |

### Continental
| Campeonato                    | Campeão |
| ----------------------------- | ------- |
| Liga dos Campeões da CONCACAF | Pachuca |
| Campeonato de Clubes da CFU   | Cibao   |

## África (CAF)
| País                           | Campeão                                                         | Título | Último Título |
| ------------------------------ | --------------------------------------------------------------- | ------ | ------------- |
| África do Sul                  | Mamelodi Sundowns                                               | 8      | 2015–16       |
| Angola                         | Primeiro de Agosto                                              | 12     | 2017          |
| Argélia                        | CS Constantine                                                  | 2      | 1996–97       |
| Benin                          | Não houve                                                       |        |               |
| Botsuana                       | Township Rollers                                                | 15     | 2016–17       |
| Burkina Fasso                  | Bobo Dioulasso                                                  | 3      | 1966          |
| Burundi                        | Le Messager                                                     | 2      | 2016–17       |
| Cabo Verde                     | Académica da Praia                                              | 2      | 1965          |
| Camarões                       | Coton Sport                                                     | 15     | 2015          |
| Chade                          | Elect-Sport FC                                                  | 5      | 2008          |
| Comores                        | Volcan Club                                                     | 3      | 2015          |
| Congo                          | AS Otôho                                                        | 1      | –             |
| Costa do Marfim                | ASEC Mimosas                                                    | 26     | 2017          |
| Djibouti                       | Ali-Sabieh                                                      | 7      | 2016–17       |
| Egíto                          | Al-Ahly                                                         | 40     | 2016–17       |
| Etiópia                        | Jimma Aba                                                       | 1      | –             |
| Gabão                          | Mangasport                                                      | 9      | 2014–15       |
| Gâmbia                         | GAMTEL                                                          | 2      | 2014-15       |
| Gana                           | Abandonado devido à dissolução da Associação de Futebol de Gana |        |               |
| Guiné                          | Horoya AC                                                       | 17     | 2016-17       |
| Guiné-Bissau                   | Benfica de Bissau                                               | 2      | 2016-17       |
| Guiné Equatorial               | Vegetarianos FC                                                 | 2      | 2016-17       |
| Ilhas Maurício                 | Pamplemousses SC                                                | 5      | 2017          |
| Lesoto                         | Bantu FC                                                        | 3      | 2016–17       |
| Libéria                        | Barrack Young Controllers FC                                    | 4      | 2015-16       |
| Madagascar                     | CNaPS Sports                                                    | 2      | 2017          |
| Malauí                         | Não houve                                                       |        |               |
| Mali                           | Cancelado                                                       |        |               |
| Marrocos                       | Ittihad Tanger                                                  | 1      | –             |
| Mauritânia                     | FC Nouadhibou                                                   | 5      | 2014          |
| Moçambique                     | Songo                                                           | 2      | 2017          |
| Niger                          | AS SONIDEP                                                      | 1      | –             |
| Nigéria                        | Suspenso devido a problemas administrativos                     |        |               |
| Quênia                         | Gor Mahia                                                       | 17     | 2016          |
| República Centro-Africana      | Não houve                                                       |        |               |
| República Democrática do Congo | AS Vita Club                                                    | 14     | 2014–15       |
| Ruanda                         | APR                                                             | 17     | 2015-16       |
| São Tomé e Príncipe            | Não houve                                                       |        |               |
| Senegal                        | ASC Diaraf                                                      | 17     | 2015–16       |
| Seychelles                     | Campeonato não concluído                                        |        |               |
| Suazilândia                    | Mbabane Swallows                                                | 7      | 2017          |
| Sudão                          | Al-Hilal                                                        | 27     | 2017          |
| Somália                        | Dekedaha FC                                                     | 4      | 1998          |
| Sudão do Sul                   | Al-Merrikh                                                      | 1      | –             |
| Tanzânia                       | Simba SC                                                        | 19     | 2011–12       |
| Togo                           | AS Togo-Port                                                    | 1      | –             |
| Tunísia                        | US Koroki                                                       | 1      | –             |
| Uganda                         | Vipers                                                          | 3      | 2014-15       |
| Zâmbia                         | ZESCO United                                                    | 7      | 2017          |
| Zimbabuê                       | Platinum                                                        | 2      | 2017          |

### Continentais
| Campeonato                    | Campeão           |
| ----------------------------- | ----------------- |
| Liga dos Campeões da CAF      | Wydad Casablanca  |
| Copa das Confederações da CAF | TP Mazembe        |
| Supercopa Africana            | Mamelodi Sundowns |

## Ásia (AFC)

### Nacionais
| País            | Campeão                  | Título | Último Título |
| --------------- | ------------------------ | ------ | ------------- |
| Arábia Saudita  | Al-Hilal                 | 6      | 2016–17       |
| Austrália       | Melbourne Victory        | 4      | 2014–15       |
| Afeganistão     | Toofan Harirod           | 2      | 2012          |
| Bahrein         | Al-Muharraq              | 34     | 2014–15       |
| Bangladesh      | Dhaka Abahani Ltd.       | 7      | 2017          |
| Brunei          | Campeonato não concluído |        |               |
| Butão           | Transport United         | 6      | 2017          |
| Camboja         | Nagaworldt               | 3      | 2009          |
| Cingapura       | Albirex Niigata (S)      | 3      | 2017          |
|                 | Shanghai SIPG            | 1      | –             |
| Coréia do Sul   | Jeonbuk Hyundai Motors   | 6      | 2017          |
| Emirados Árabes | Al Ain                   | 13     | 2014–15       |
| Filipínas       | Ceres-Negros             | 2      | 2016–17       |
| Guam            | Rovers                   | 5      | 2016–17       |
| Hong Kong       | Kitchee                  | 3      | 2016–17       |
| Índia           | Minerva Punjab FC        | 1      | —             |
| Indonésia       | Persija Jakarta          | 2      | 2001          |
| Irã             | Persepolis               | 11     | 2016–17       |
| Iraque          | Al-Zawra'a               | 14     | 2015–16       |
| Japão           | Kawasaki Frontale        | 2      | 2016–17       |
| Jordânia        | Al-Wehdat                | 16     | 2015–16       |
| Kuwait          | Al Kuwait                | 14     | 2016–17       |
| Laos            | Lao Toyota               | 3      | 2017          |
| Líbano          | Al-Ahed                  | 6      | 2016–17       |
| Macau           | Benfica de Macau         | 5      | 2017          |
| Malásia         | Johor Darul Ta'zim       | 5      | 2017          |
| Maldivas        | Não houve                |        |               |
| Mongólia        | Erchim                   | 6      | 2017          |
| Myanmar         | Yangon United            | 5      | 2015          |
| Omã             | Al-Suwaiq                | 4      | 2012–13       |
| Palestine       | Hilal Al-Quds            | 3      | 2016–17       |
| Qatar           | Al-Duhail                | 6      | 2016–17       |
| Quirguistão     | Dordoi                   | 10     | 2014          |
| Síria           | Al-Jaish                 | 16     | 2016–17       |
| Sri Lanka       | Colombo                  | 3      | 2016–17       |
| Tailândia       | Buriram United           | 7      | 2017          |
| Taiwan          | Campeonato não concluído |        |               |
| Timor Leste     | Boavista                 | 1      | —             |
| Tajiquistão     | Istiklol                 | 7      | 2017          |
| Turcomenistão   | Altyn Asyr               | 5      | 2017          |
| Uzbequistão     | Lokomotiv Tashkent       | 3      | 2017          |
| Vietnã          | Hà Nội                   | 4      | 2016          |

### Continentais
| Campeonato               | Campeão            |
| ------------------------ | ------------------ |
| Liga dos Campeões da AFC | Urawa Red Diamonds |
| Copa da AFC              | Al-Quwa Al-Jawiya  |

## Oceania (OFC)

### Nacionais
| País             | Campeão       | Título | Último Título |
| ---------------- | ------------- | ------ | ------------- |
| Fiji             | Lautoka       | 5      | 2017          |
| Nova Zelândia    | Auckland City | 9      | 2016–17       |
| Papua Nova Guiné | Toti City     | 4      | 2017          |

### Continentais
| Campeonato                      | Campeão       |
| ------------------------------- | ------------- |
| Liga dos Campeões da OFC (2017) | Auckland City |

## Mundial e Intercontinentais
| Mundial de Clubes da FIFA       | Mundial de Clubes da FIFA |
| ------------------------------- | ------------------------- |
| Real Madrid Campeão (7º título) |                           |

## Copa do Mundo (FIFA)
| Copa do Mundo de 2018     | Copa do Mundo de 2018 |
| França                    | França                |
| ------------------------- | --------------------- |
| França Campeã (2º título) |                       |